# Rystads kyrka
Rystads kyrka är en kyrkobyggnad i Rystad i Linköpings stift. Den är församlingskyrka i Åkerbo församling och ligger en knapp mil nordöst om Linköping.

## Kyrkobyggnaden

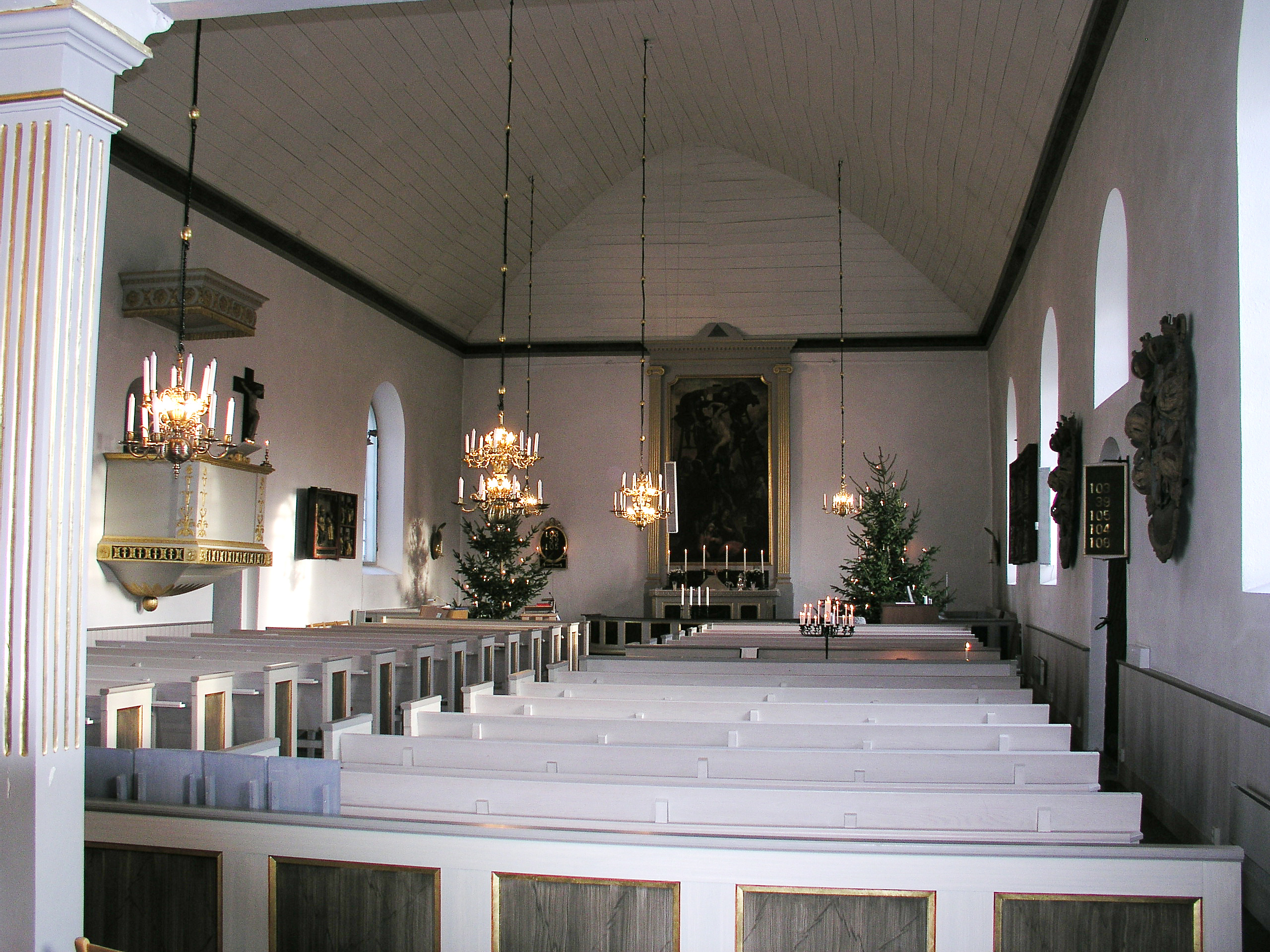
Interiör mot koret.

Rystads kyrka ligger cirka en ½ mil söder om Roxen i en gammal jordbruksbygd med minnen från brons- och järnåldern. Nuvarande kyrkobyggnad, ritad av arkitekt Olof Tempelman och invigd 1796, är i nyklassicistisk stil med rakt avslutat kor i öster och i väster ett smalare trubbigt torn med urtavlor. Långhuset och koret har ett skiffertäckt ensidigt valmat sadeltak. Sakristian ligger på norra sidan av långhuset, ganska nära koret. Huvudingången är via portalen i tornets bottenvåning men det finns också en port på långhusets sydvägg.
Interiören ger ett intryck av ljus och rymd genom de stora rundbågiga fönstren, det tunnvälvda innertaket och en färgsättning i vitt och guld. I koret dominerar altaruppsatsen med Pehr Hörbergs altartavla omgiven av pilastrar med förgyllda garneringar. Predikstolen med ljudtak, skapad av Carl Fredrik Beurling till kyrkans invigning, hänger på långhusets norrvägg med uppgång inifrån sakristian. På orgelläktaren i väster står en piporgel, uppförd av den danska firman Frederiksborgs orgelbyggeri, bakom en fasad ritad av kyrkans arkitekt för den orgel som byggdes av Pehr Schiörlin för den nya kyrkan. På läktarbarriären har en konstnär gjort målningar föreställande "Davids orkester", tydligen efter inspiration från läktarmålningarna i Sankt Lars kyrka, Linköping. Inredningen i övrigt är i huvudsak från senare tid, men det finns även en del äldre föremål, såsom altarskåp, dopfuntar, predikstol, oljemålningar och begravningsvapen bevarade från tidigare kyrkobyggnader.

## Historik
På platsen har det tidigare funnits en medeltida kyrka, men tyvärr är källmaterialet mycket sparsamt. Det finns inga avbildningar och mycket få dokument. Emellertid har man hittat rester av den medeltida kyrkan i nuvarande kyrkomurar. De gamla kalkstenarna är i två olika format, dels ganska små tuktade stenar, dels större relativt välhuggna kalkstenskvadrar. Detta tyder på en tillkomst vid två olika tillfällen. Långhuset byggdes på 1580-talet till på södra sidan, så att kyrkan därvid fick två längsgående skepp mellan vilka den gamla sydmuren ersatts med pelare.
Generalguvernören Otto Helmer Mörner på Tuna kungsgård († 1612) lät göra en utbyggnad på norra sidan av kyrkan och där mura en stor upphöjd grav för sig och sin maka Maria von der Grünaus († 1634) kistor. År 1641 fick kyrkan ett nytt torn, 1645 donerade Otto Mörner ett orgelpositiv, 1646 skaffade man en ny predikstol och 1648 byggdes en ny klockstapel.
År 1667 företogs en större reparation. Då byggdes kyrkbänkar och positivet från 1645 flyttas från läktaren till södra sidan. Omkring år 1700 reparerade man klockstapeln och byggde en ny orgelläktare, där orgelbyggare Johan Agerwall, Söderköping, 1703 uppför en ny piporgel. År 1711 högg man upp fönstren och förbättrade sakristian och altaret. Ett korskrank togs bort och ett par år senare, närmare bestämt 1715, målades den nya altardisken, predikstolen, orgelhuset, med mera av femmänningsryttarhustrun Anna i Granhammar. Under 1720-talet reparerades klockstapeln.
Carl Fredric Broocman, som besökte Rystad i mitten av 1700-talet, skriver: "Uti Bref af år 1345 ses, at Kyrkan tå blifwit kallad både Rirstad och Rydstad, och finnes äfwen, at hon på then tiden haft sin egen Curatum eller Pastorem; men lärer dock sedermera blefwit lagd under Harg til en Annexa, och haft en liten Kyrko in til år 1582, tå Kon. JOHAN then Tredje behagade (af hwad orsak wet man icke) legga en del ifrå Harg til Rystad Sokn, ther ock Kyrkan tå blef dubbelt större byggd, kan hända af tå warande Herrskap på Tuna. Högbemälte Konung satte hit til Kyrkoherde sin Hoff-Prädikant Sven Laurentii, som underskref Upsala mötes Beslut år 1593. [...]
Kyrkan, som är starkt upmurad af både Gråsten och Telgsten, står på Krono grund, 3 fjerdedels mil ifrån Linköping, och är 31 alnar lång till Tornet, samt 9 och en fjerdedels aln bred; utom en tilbyggnad, som uti fordna tid blifwit gjord längs åt Kyrk- och Torn-muren å Södra sidon, til 34 en fjerdedels alns längd och 7 alnars bredd: och synes icke olikt, at thenna byggnad blifwit gjord år 1582, emedan Kyrkan tå blifwit dubbelt större byggd än hon förut warit, som nyß förmält är. Altartaflan lärer wara gjord uti Påwetiden, och föreställer hon uti bilder bland annat, Frälsaren sittjandes til bords med sina Apostlar, tå han räcker Judam thet indoppade brödet: men Prädikstolen,som är gjord af Snickare-Arbete, är förärad till Kyrkan år 1646, af [..] R. R. och Gouverneuren öfwer Ingermanland Baron Carl Mörner på Tuna, som ock år 1647 låtit måla och pryda honom med guld och silfwer, hwilket likwäl nu är föråldradt. [...]
Orgelwerket, som är tämmeligen gammalt, består af 7 stämmor. Änskönt Kyrkan har ett högt och tämmeligen starkt upmurat Torn, så hänga Klockorna likawäl ännu uti Trästapel, och läses på then större Klockon, som blifwit omguten år 1743, följande:
|  | Af gammal är jag worden ny,      |                              |
|  | Mitt ljud skal höras i hwar By,  | På then mindre Klockon står: |
|  | Som jag til Kyrko kalla må,      | Meum officium est excitare   |
|  | At himla-wägen lära få.          | populos ad pietatem."        |
|  | Tänk på then dag när ringas skal |                              |
|  | Til doms utöfwer werlden all.    |                              |
Under 1700-talet upplevdes kyrkan som alltmer otidsenlig, den var för liten för den alltmer ökande befolkningen och i för dåligt skick för att det skulle räcka med en reparation. Även i grannförsamlingen Näsby, då stiftets minsta församling med knappt 200 invånare, fanns planer på en större kyrka och man motsatte sig bestämt en sammanslagning. Men protesterna var förgäves. Genom ett beslut den 15 november 1780 av konung Gustav III inkorporerades Näsby församling i Rystads församling, vilket gav ett bättre ekonomiskt underlag för byggande av en ny kyrka.
Pengar samlades in och förslag till nybyggnader togs fram. Ritningar upprättade av arkitekt Olof Samuel Tempelman godkändes av Kungl. Maj:t 1780. Ansvariga för uppförandet blev byggmästare Lindstrand och stiftsmurmästaren Måns Månsson Lindgren. En förändring gjordes: Sakristian placerades på kyrkans norra sida medan Tempelman förlagt den öster om koret. Rystads gamla kyrka började rivas den 28 mars 1780 och redan den 29 september samma år hölls den första gudstjänsten i den nya, ännu inte färdigställda, kyrkan. Byggnadsarbetena avslutades 1783, men först den 23 oktober 1796, då även Pehr Hörbergs altartavla var på plats, ägde den officiella invigningen rum.
Näsby medeltida kyrka revs redan 1784. En del av inventarierna, bland annat ett altarskåp, fördes över till Rystads nya kyrka, men det mesta såldes ut på auktion.
I fortsättningen har kyrkan inte förblivit opåverkad av ombyggnader och renoveringar. 1846 byttes takets tegelpannor ut mot skiffer. År 1903 gjordes en omfattande renovering och modernisering som bland annat innebar att innertaket bekläddes med pärlspontade bräder och att den slutna bänkinredningen ersattes med öppna bänkar.
År 1936 restaurerades av långhusets trätak, varför pärlsponten togs bort. Senare, under åren 1981-1982, gjordes en mera genomgripande omgestaltning av interiören. Nya bänkar, bättre anpassade till kyrkans ursprungliga stil, sattes in. Äldre inventarier restaurerades och interiörens färgsättning anpassades i möjligaste mån till den ursprungliga.

## Inventarier

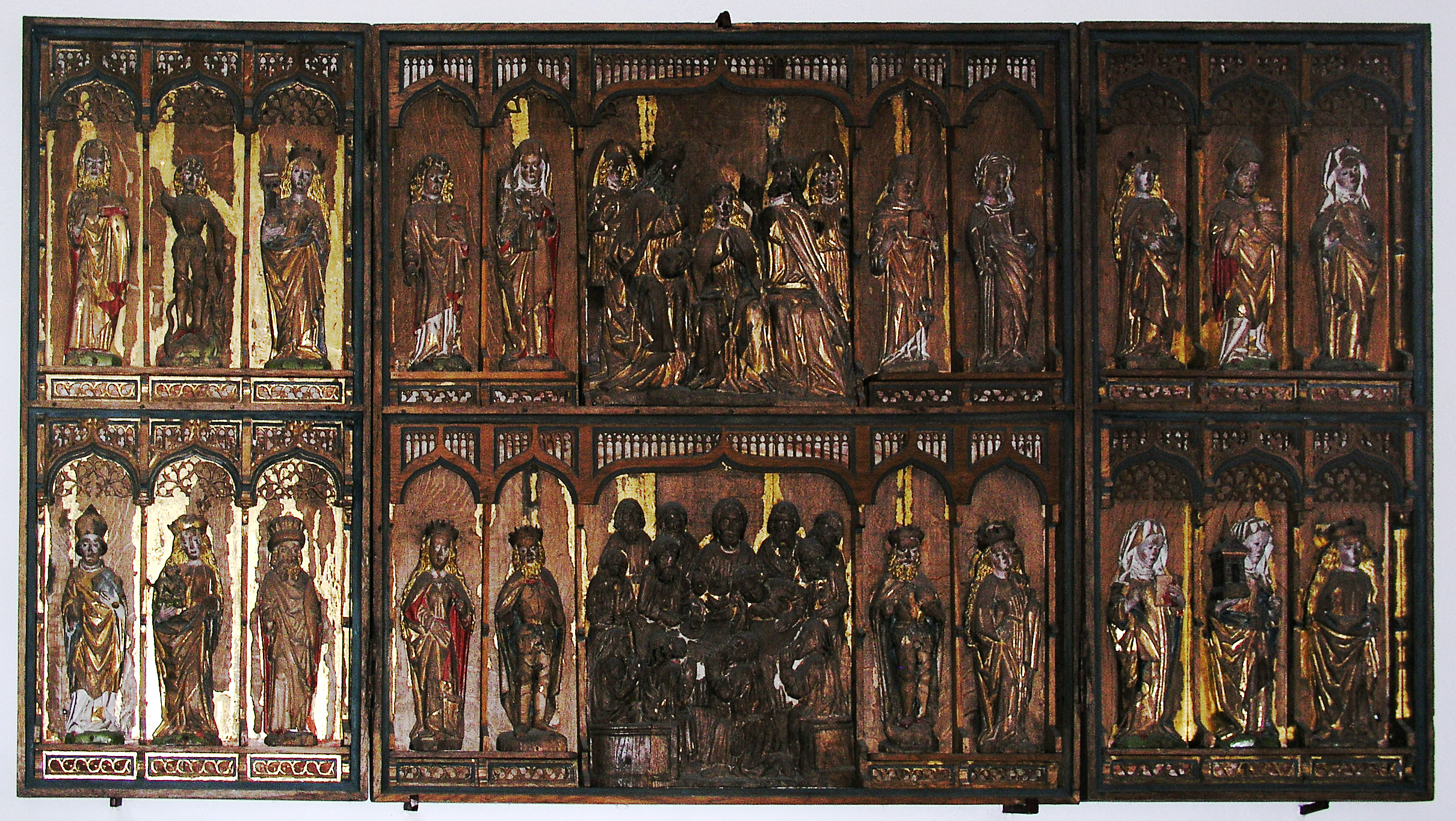
Altarskåp från 1400-talets andra hälft.

- Altarskåp av ek från Östergötland, 1400-talets andra hälft, (bilder).
- Cuppa av kalksten, hörande till dopfunt, italienskt arbete från 1100-talet(?), (bilder).
- Dopfunt, italienskt arbete, möjligen från 1100-talet, skänkt år 1936.
- Äldre predikstol i kyrkans västparti från Rystads gamla kyrka; gåva 1645 av riksrådet & friherren Carl Mörner af Tuna kungsgård.
- Nuvarande predikstol av Carl Fredrik Beurling, tillverkad 1796.
- Altartavla visande "korsnedtagningen" målad av Pehr Hörberg 1796. Omfattningen är gjord samma år av Carl Fredrik Beurling.
- Läktarbarriärens målningar illustrerande "konung Davids orkester", tillkomna 1806.
- Läktarorgel från Fredriksborgs orgelbyggeri i Danmark, fasaden ritad av Olof Tempelman med sniderier utförda av Carl Fredrik Beurling.
- Nattvardskalk och paten från 1735, skapad av guldsmeden Johan Pettersson Berg, Norrköping.
- Vinkanna, skänkt 1655, omgjord av Johan Pettersson Berg.
- Oblatask, tillverkad av guldsmeden Nils Dahl, Linköping för Näsby kyrka, Östergötland, gåva 1745 av löjtnanten Otto Fredrik von Holden på Bärstad.
- Silverdopskål av Samuel Presser, Linköping, skänkt 1760.
- Kollekthåv från 1677.
- Kalkkläde från 1796.
- Oljemålning från 1600-talet visande "Salome med Johannes döparens avhuggna huvud".
- Oljemålning från 1600-talet visande "Jesajas kallelse".
- Gravsten, tidigare i det Mörnerska gravkoret, nu inmurad i kyrkans norra vägg. På stenen har avbildats landshövdingen & kammarrådet Otto Helmer Mörner († 1612), hans maka Maria von der Grünau († 1634) och deras trenne barn.
- Begravningsvapen från 1600-talet, tre stycken, över medlemmar av ätten Mörner.
- Begravningsvapen över ryttmästaren Johan Edelfält († 1700) skapat av bildhuggaren Henrik (Heinrich) Werner.
- Krönstycken, 2 stycken, troligen av konterfejaren Johan Johansson Werner, d.ä. omkring 1650.
- Storklockan, gjuten år 1779 av J. Åhman, Linköping.
- Mellanklockan, gjuten år 1763 av Elias Fries, Jönköping.
- Lillklockan, gjuten 1687 av Jacob Bierman, Stockholm, för Rakereds kyrka, köpt år 1706 av Näsby församling till Näsby kyrka, Östergötland år 1766.

Rystads kyrka hade fram till år 2013 tre kyrkklockor. 2013 flyttades Rystads lillklocka till den nyinvigda Sankt Martins kyrka i Ekängen, där klockan idag hänger i en fristående klockstapel vid kyrkan. Rystads kyrka har således två kyrkklockor kvar i tornet.

## Orglar

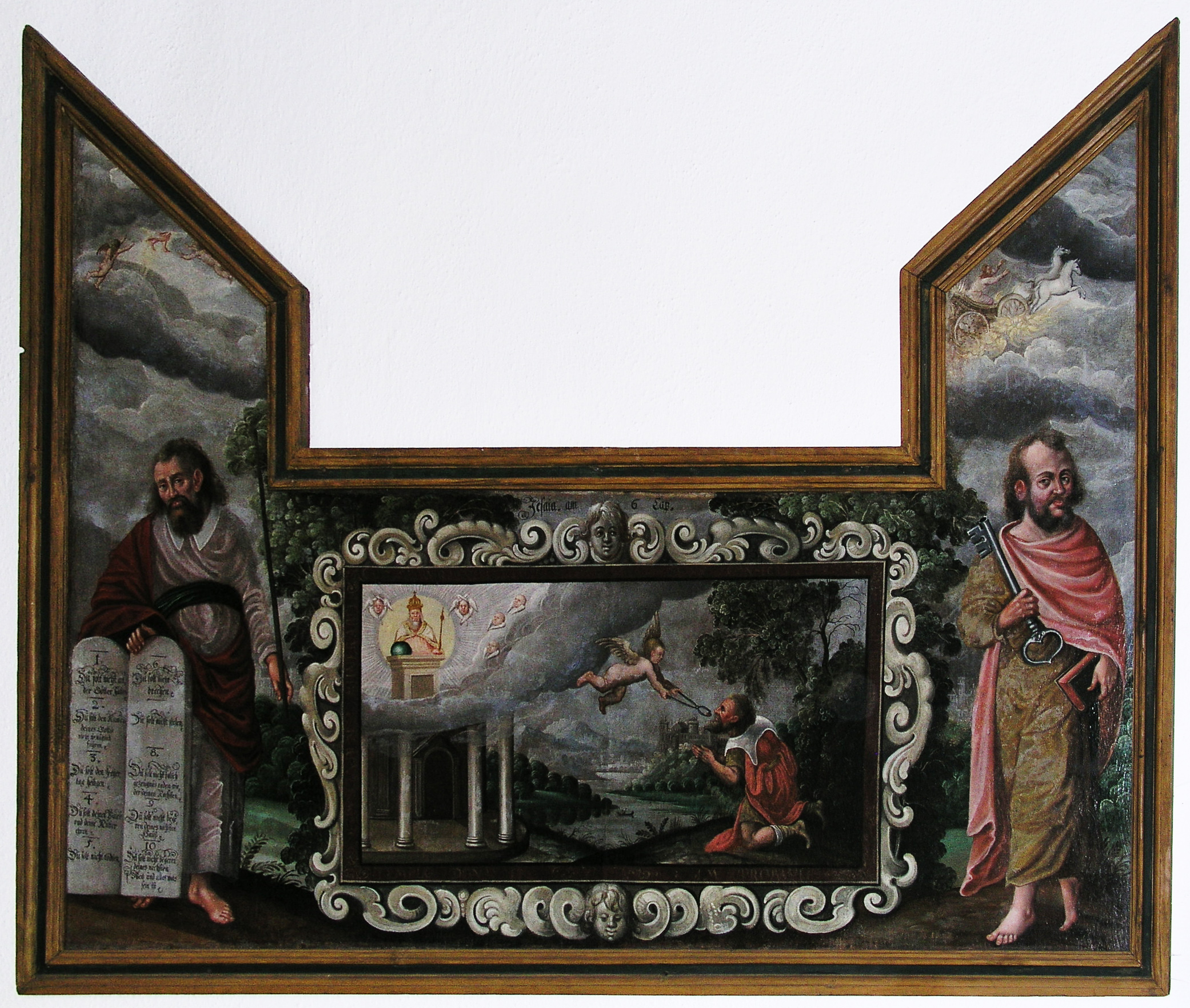
Fasadlucka till 1645 års positiv.

Den äldsta kända orgeln kom till kyrkan 1645. Det var ett "posetyff" (positiv) antagligen från ett tyskspråkigt område. Vidstående bevarade oljemålning visar med sin form att den måste ha tillhört ett orgelverk och använts för att täcka över fasaden för att dämpa ned ljudet under fastetider och dylikt. På målningens lägre mittdel visas när Jesaja får kallelse till profet, de högre sidopartierna som täcker över baspiporna visar till vänster Moses med tio Guds bud avfattade på tyska och till höger aposteln Petrus.

### Kronologi
- 1645: Ett positiv skänktes till kyrkan av friherre Carl Mörner på Tuna.
- 1667: Orgeln flyttades från läktaren till södra sidan.
- 1703: Orgelbyggare Johan Agerwall (†1711), Söderköping, byggde en piporgel i kyrkan. Enligt Carl Fredric Broocman hade orgeln (1760) sju orgelstämmor. Enligt en annan källa hade den sex stämmor.[1] Han fick 205 daler kopparmynt för verket.[2] Den 11 augusti 1723 köptes en ny stämma till orgeln. Den 6 oktober samma år köptes olja och färg till orgeln.[3]
- 1783: Pehr Schiörlin, Linköping, byggede en tolvstämmig orgel med en manual och pedal. Fasaden med tre tureller och utsmyckning med palmkvistar och festonger, på turellerna brinnande urnor, ritades av Olof Tempelman 1782. De skulpterade ornamenten utfördes av Carl Fredrik Beurling.
- 1890-1891: Carl Elfström (1830-1917), Ljungby, byggde om orgeln, varvid även Schiörlins fasad ändrades något. Mekanisk med sexton orgelstämmor på två manualer och bihangspedal med transmitterade (lånade) stämmor: Subbas 16' från Borduna 16', Principal 8' från första manualens Principal 8' och Basun 16' från Trumpet 8'.
- 1936: Bo Wedrup ändrade Gemshorn 8’ till Gemshorn 4’, Cornett III ch. till Kvinta 2 2/3’, Gamba 8’ till Principal 4’, Violin 4’ till Flagflöjt 2’. Mekanisk.

### Disposition 1936
| Manual I      | Manual II     | Pedal                                | Koppel |
| Borduna 16'   | Salicional 8' | bihängd                              | II/I   |
| Principal 8'  | Vox retusa 8' | Subbas 16' (transm. fr. Borduna 16') | 4' I/I |
| Fugara 8’     | Principal 4'  | Principal 8’ (transm.)               | I/P    |
| Bömflöjt 8'   | Flageolett 2' | Basun 16' (transm. fr. Trunpet 8')   |        |
| Octava 4’     |               |                                      |        |
| Gemshorn 4'   |               |                                      |        |
| Kvinta 2 2/3' |               |                                      |        |
| Octava 2'     |               |                                      |        |
| Trumpet 8'    |               |                                      |        |

- 1971: Frederiksborg Orgelbyggeri tillverkade en ny orgel bakom Schiörlinfasaden, vars pipor åter gjordes ljudande. Den nya orgeln har 24 stämmor, varav åtta är kvar från 1891 års sextonstämmiga orgel. Förutom de i Schiörlinfasaden har det inte gått att utröna vilka pipor som härstammar från Pehr Schiörlin. Orgeln är mekanisk.

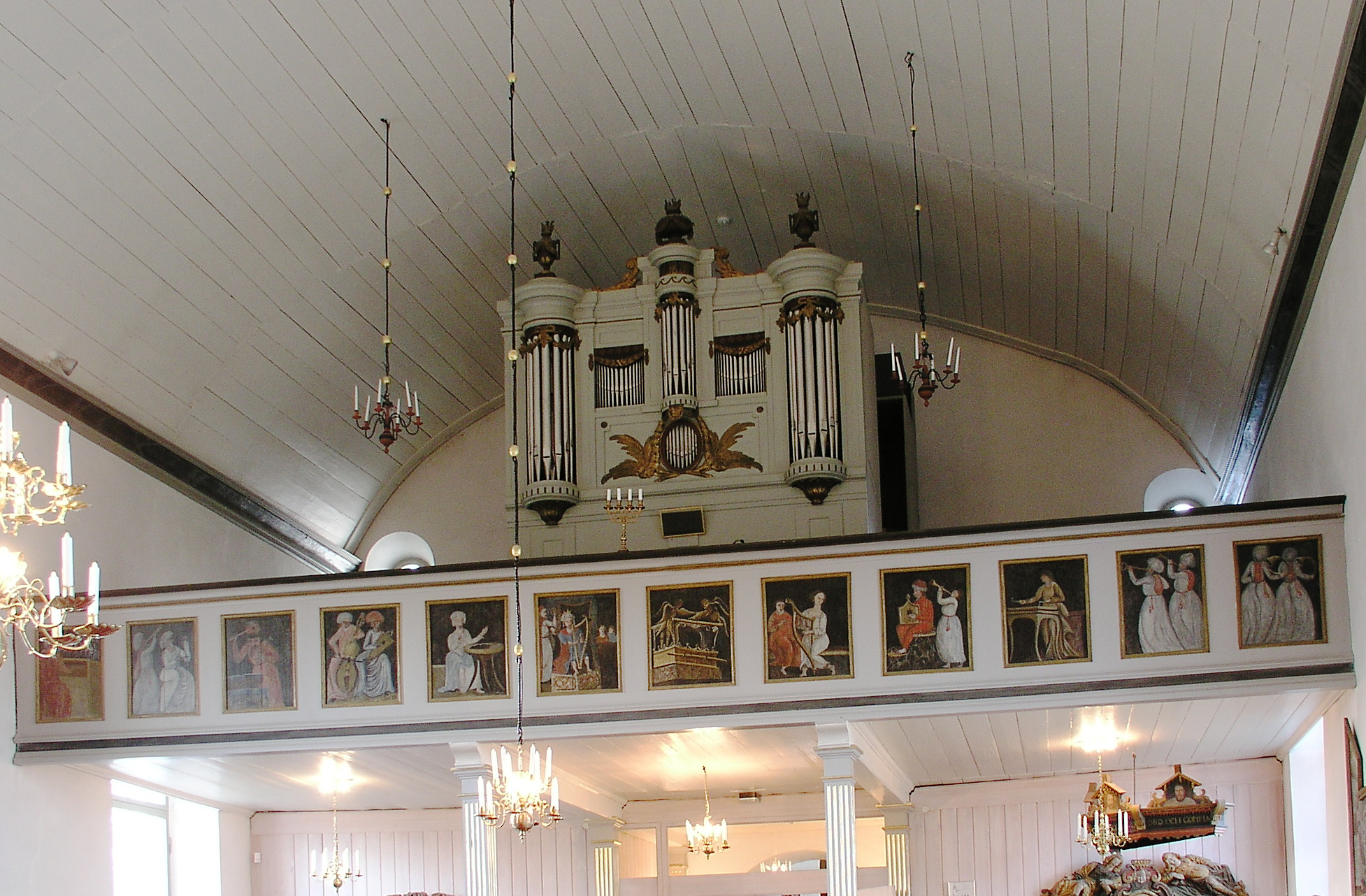
Kyrkoorgeln med Olof Tempelmans fasad.

### Nuvarande disposition
| Huvudverk I C-g³              | Svällverk II C-g³      | Pedal C-f¹         | Koppel |
| Borduna 16' (gammal)          | Rörflöjt 8' (ny)       | Subbas 16' (ny)    | I/P    |
| Principal 8' (gammal) (fasad) | Vox retusa 8' (gammal) | Oktavbas 8' (ny)   | II/P   |
| Bömflöjt 8’ (gammal)          | Principal 4' (ny)      | Gedacktbas 8’ (ny) | II/I   |
| Fugara 8' (gammal)            | Koppelflöjt 4' (ny)    | Pommer 4' (ny)     |        |
| Oktava 4’ (gammal)            | Waldflöjt 2' (ny)      | Fagott 16' (ny)    |        |
| Gedacktflöjt 4' (ny)          | Sifflöjt 1' (ny)       |                    |        |
| Qvinta 2 2/3' (gammal)        | Cornett III chor (ny)  |                    |        |
| Oktava 2' (gammal)            | Scharf III chor (ny)   |                    |        |
| Mixtur V chor (ny)            | Oboe 8' (gammal)       |                    |        |
| Trumpet 8' (ny)               | Tremulant              |                    |        |

## Runsten
En runsten är inmurad i kyrkväggen, se Östergötlands runinskrifter ATA5503/61.

## Galleri

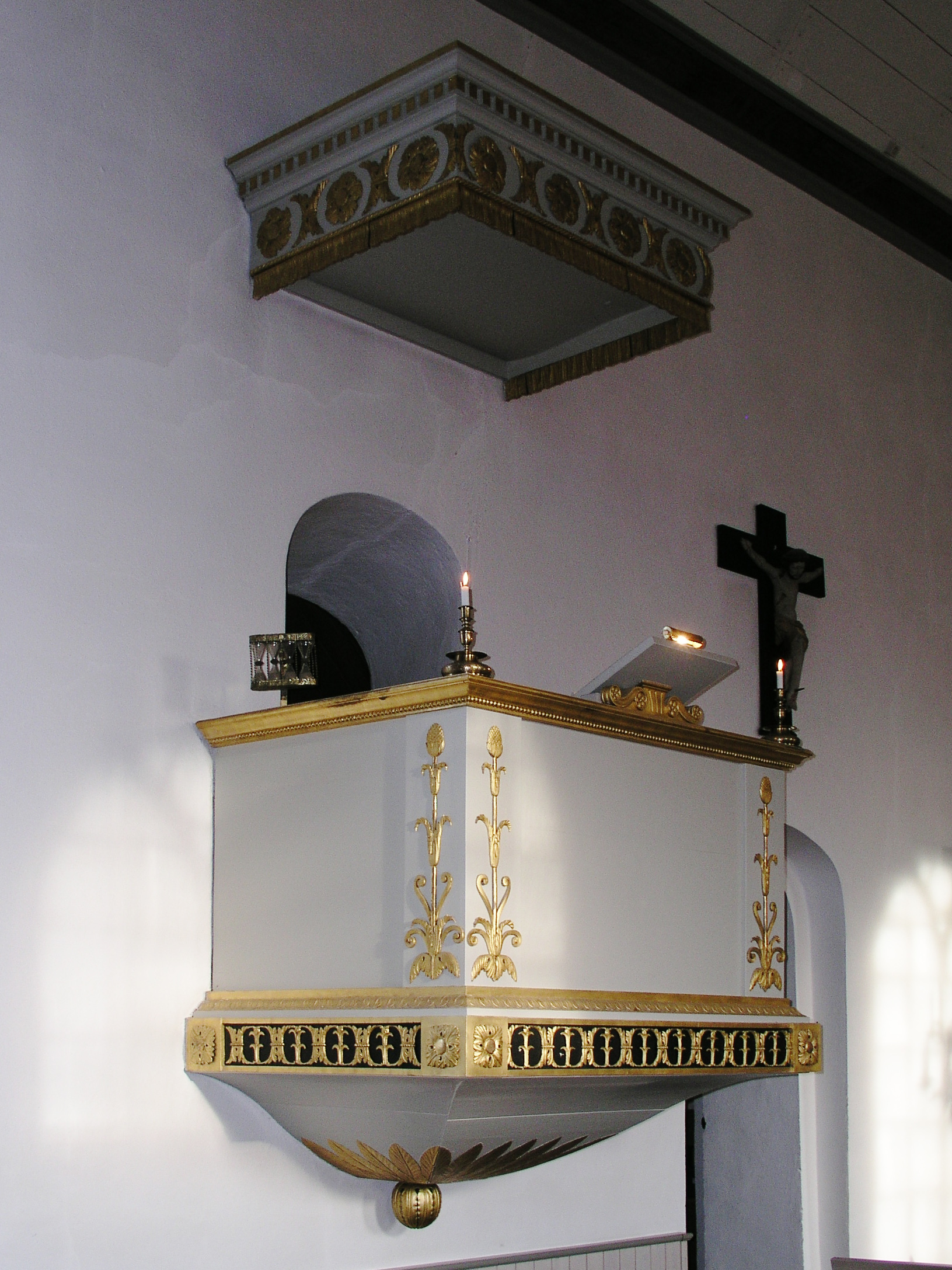
Predikstol av Carl Fredrik Beurling 1796
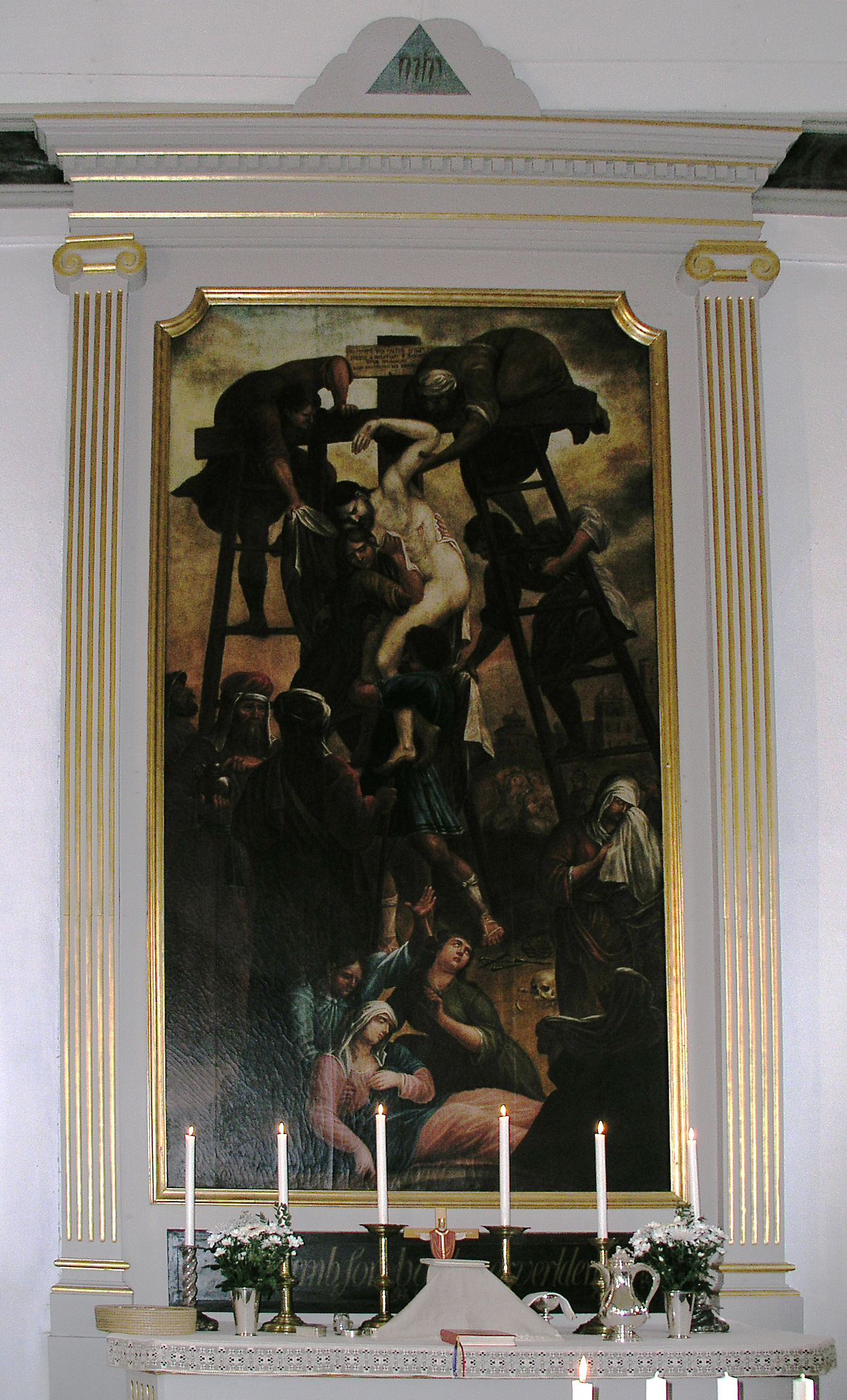
Pehr Hörbergs altartavla
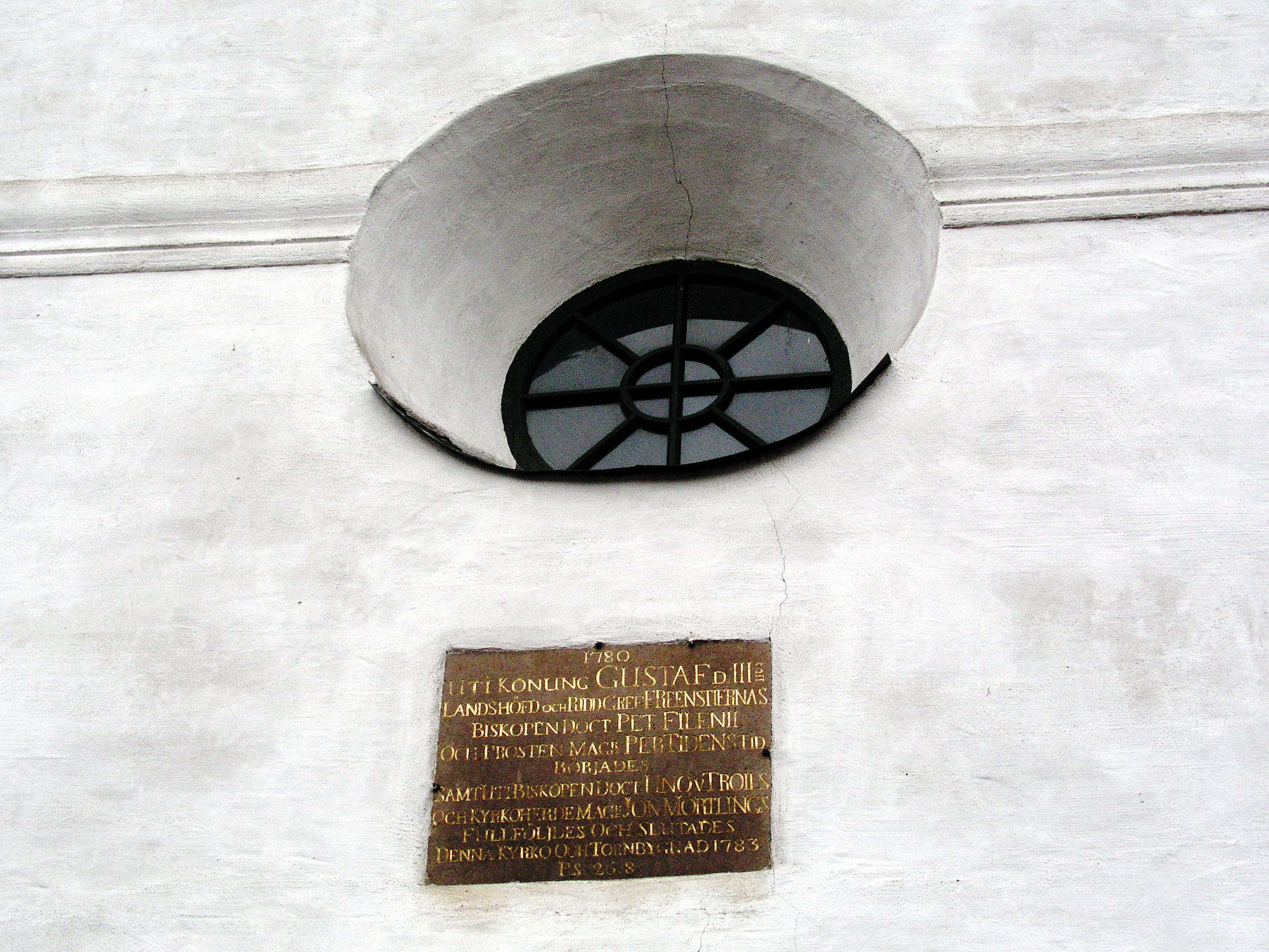
Ingångsinskription
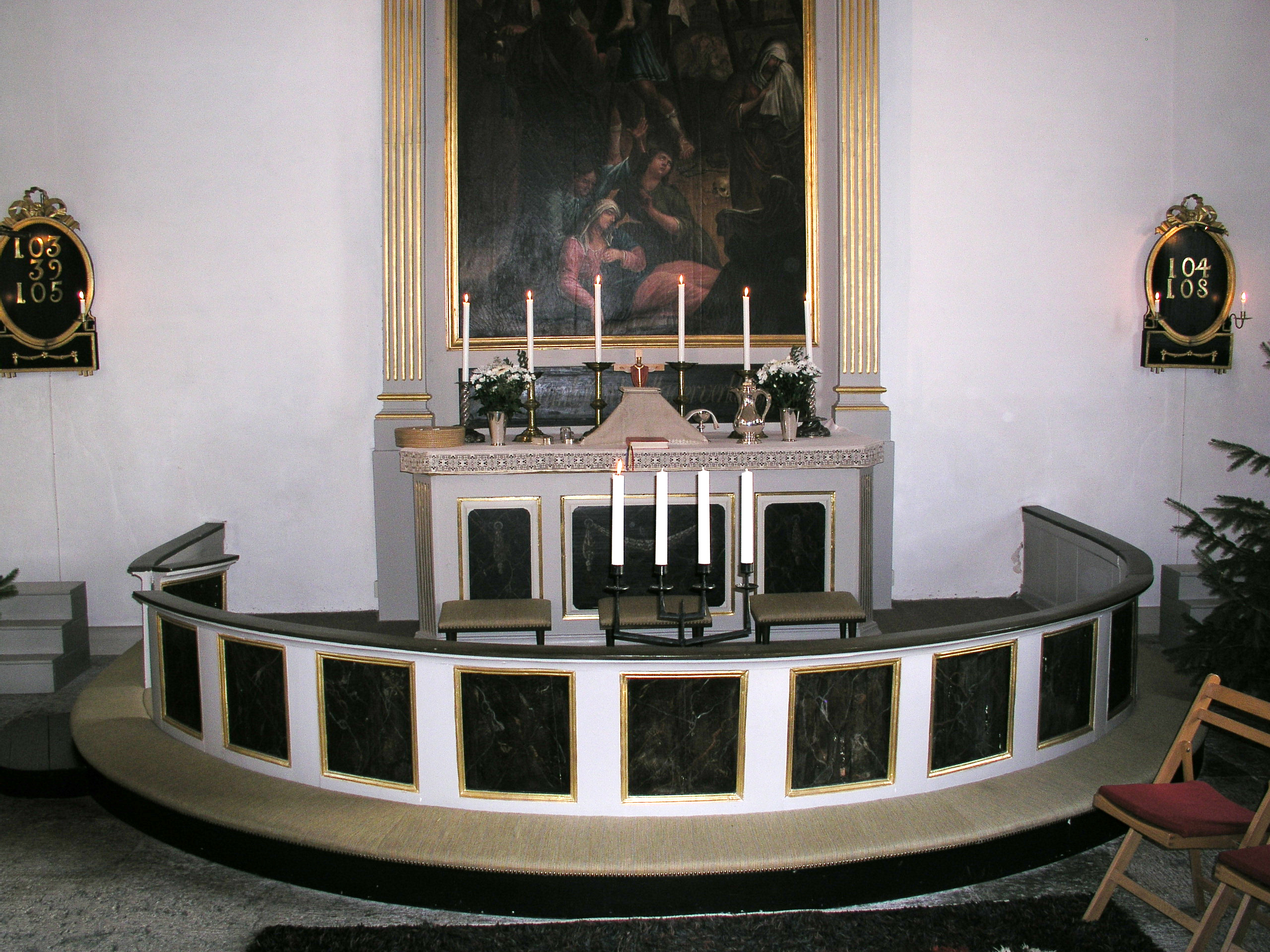
Koret
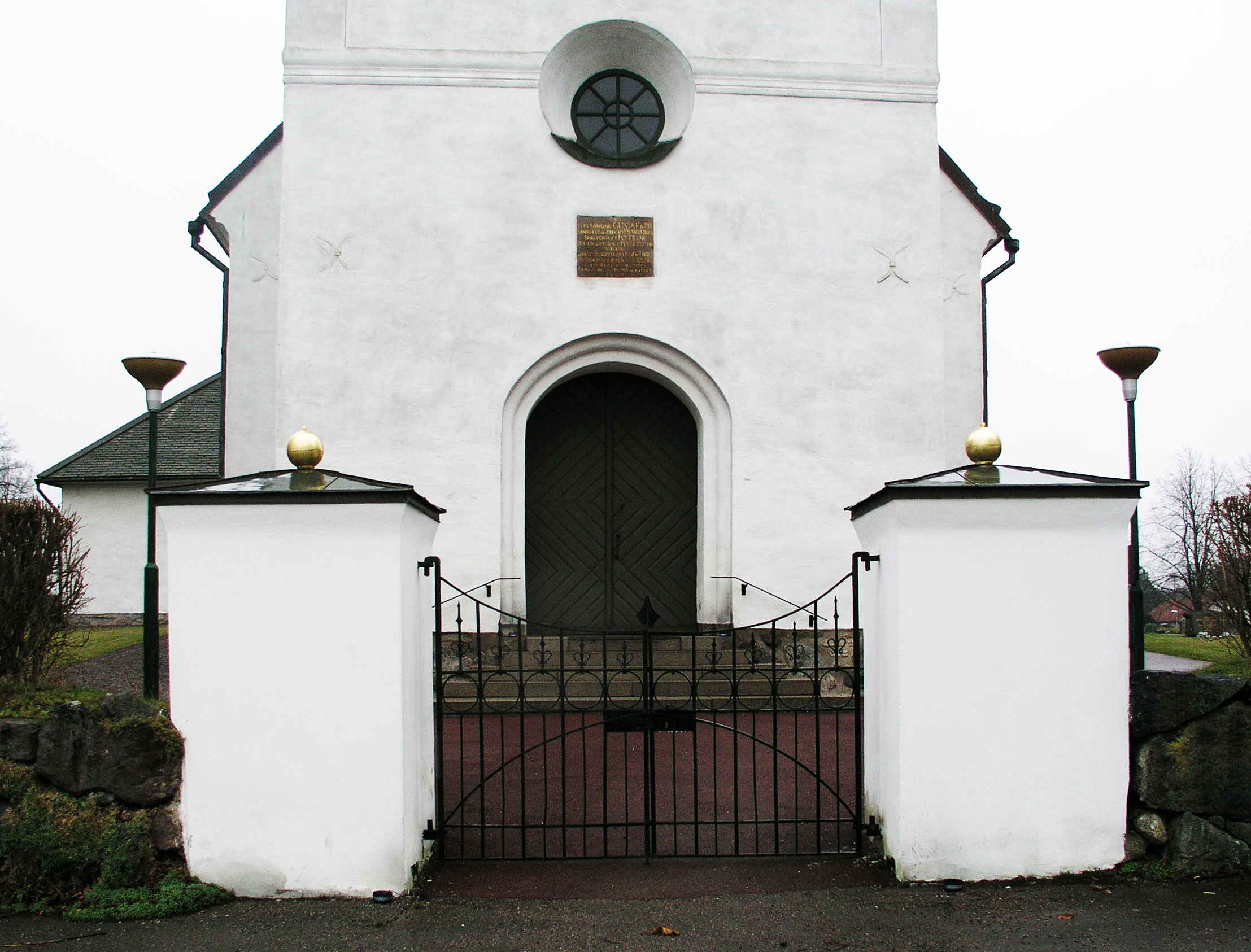
Västportalen
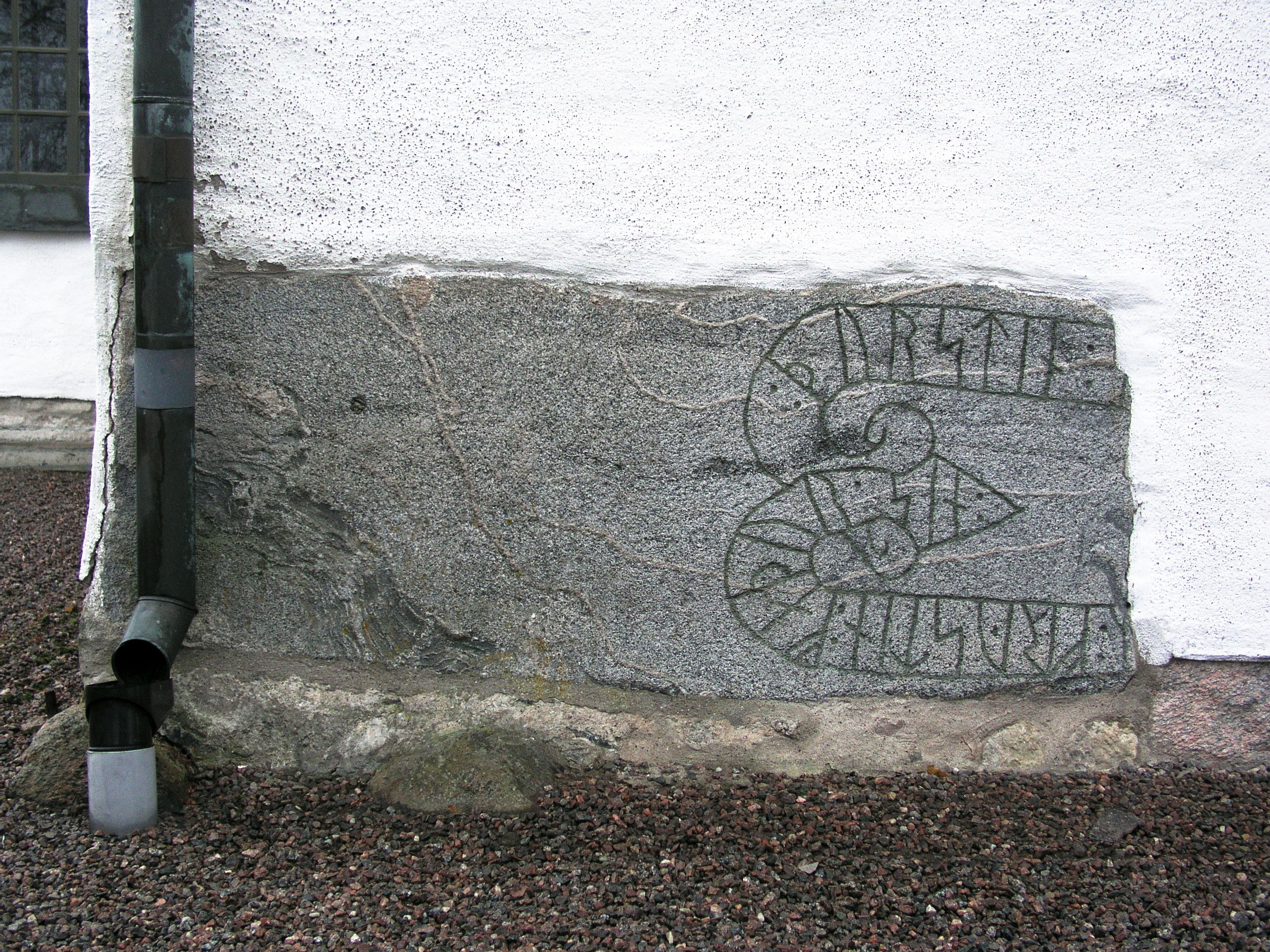
Runstenen

### Webbkällor
- Rystads kyrka (Åkerbo församling).

### Fotnoter
1. ↑  Abr. Hülphers, Historisk Afhandling om Musik och Instrument särdeles om Orgwerks Inrättningen i Allmänhet jemte Kort Beskrifning öfwer Orgwerken i Swerige (1773), s. 264.
2. ↑  Rystad (E) C:2 (1695-1719) Sida: 45, 47, 49
3. ↑  Rystad (E) C:3 (1719-1772) Sida: 45